# Świntuch
Świntuch (oryg. Porky’s) – film z 1982 roku, w reżyserii Boba Clarka.

## Fabuła
Lata 50. XX w., Floryda. Nastoletni Pee Wee, Tommy i Billy chcą rozpocząć życie seksualne. W poszukiwaniu partnerek udają się do baru U Porky’ego. Właściciel lokalu i jego brat, szeryf, wyśmiewają ich i wyrzucają. Upokorzeni koledzy postanawiają się zemścić.

## Obsada
- Dan Monahan jako Pee Wee
- Wyatt Knight jako Tommy
- Mark Herrier jako Billy
- Roger Wilson jako Mickey
- Tony Ganios jako Meat
- Cyril O’Reilly jako Tim
- Kaki Hunter jako Wendy
- Scott Colomby jako Brian Schwartz
- Nancy Parsons jako Balbricker
- Boyd Gaines jako trener Brackett
- Bill Hindman jako trener Goodenough
- Doug McGrath jako trener Warren
- Eric Christm jako pan Carter
- Kim Cattrall jako Honeywell
- Chuck Mitchell jako Porky
- Art Hindle jako Ted Jarvis
- Isle Earl jako pani Morris
- Alex Karrjako jako szeryf Wallace
- Susan Clark jako Cherry Forever
- Rod Ball jako Steve
- Jack Mulacahy jako Frank Bell
- Lisa O’Reilly jako Ginny
- Wayne Maunder jako Cavanaugh